# Lindener Eisen- & Stahlwerke

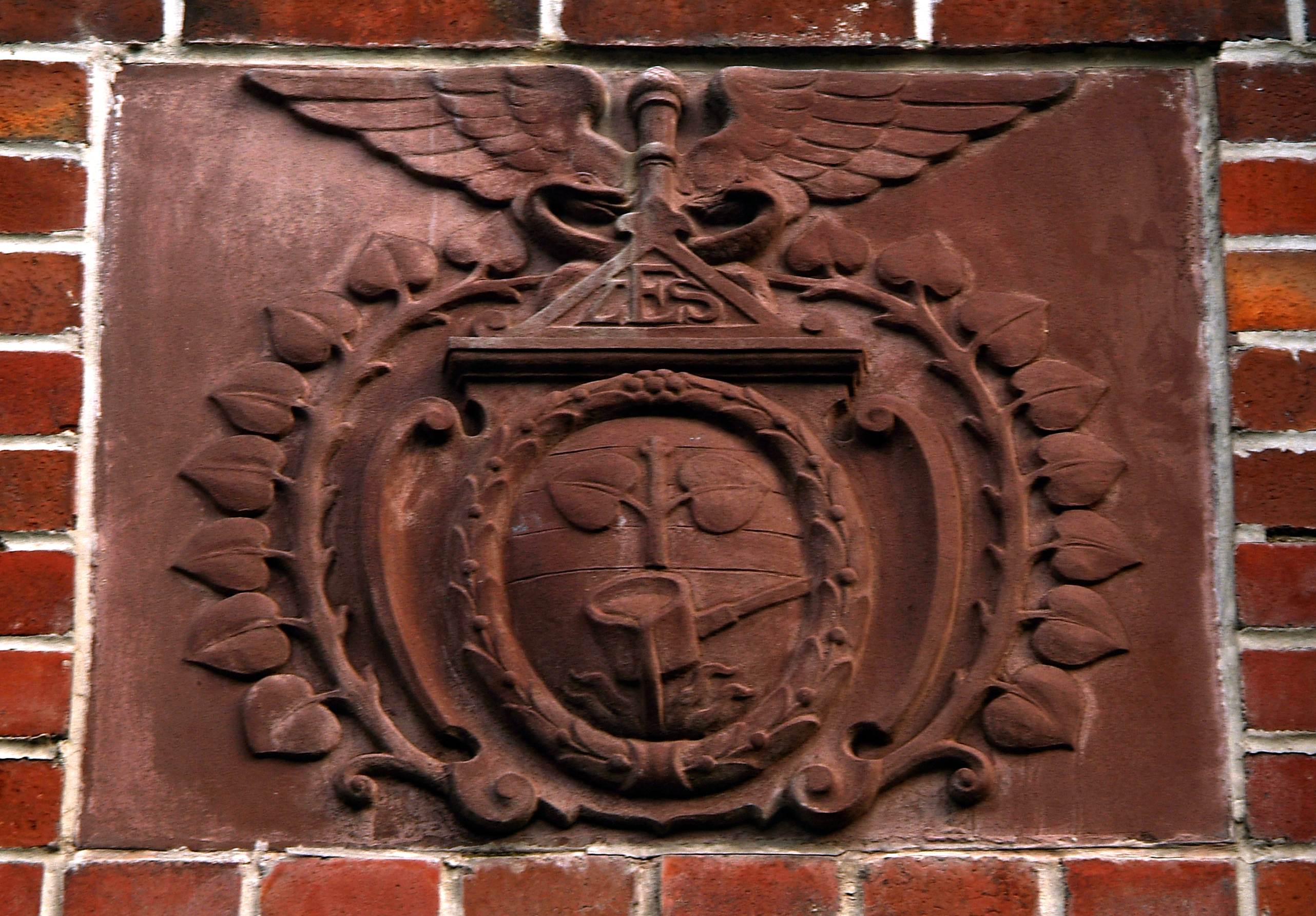
Firmenemblem mit dem Kürzel „LES“ an den sogenannten „Direktorenvillen“, (Niemeyerstraße 16/17) am Lindener Berg

Die Lindener Eisen- und Stahlwerke AG (LES) war ein deutsches Unternehmen für Maschinenbau und Schwerindustrie in der Rechtsform einer Aktiengesellschaft. Sein Sitz war in Hannover, seine Geschichte begann 1872 und endete 1968.

## Geschichte

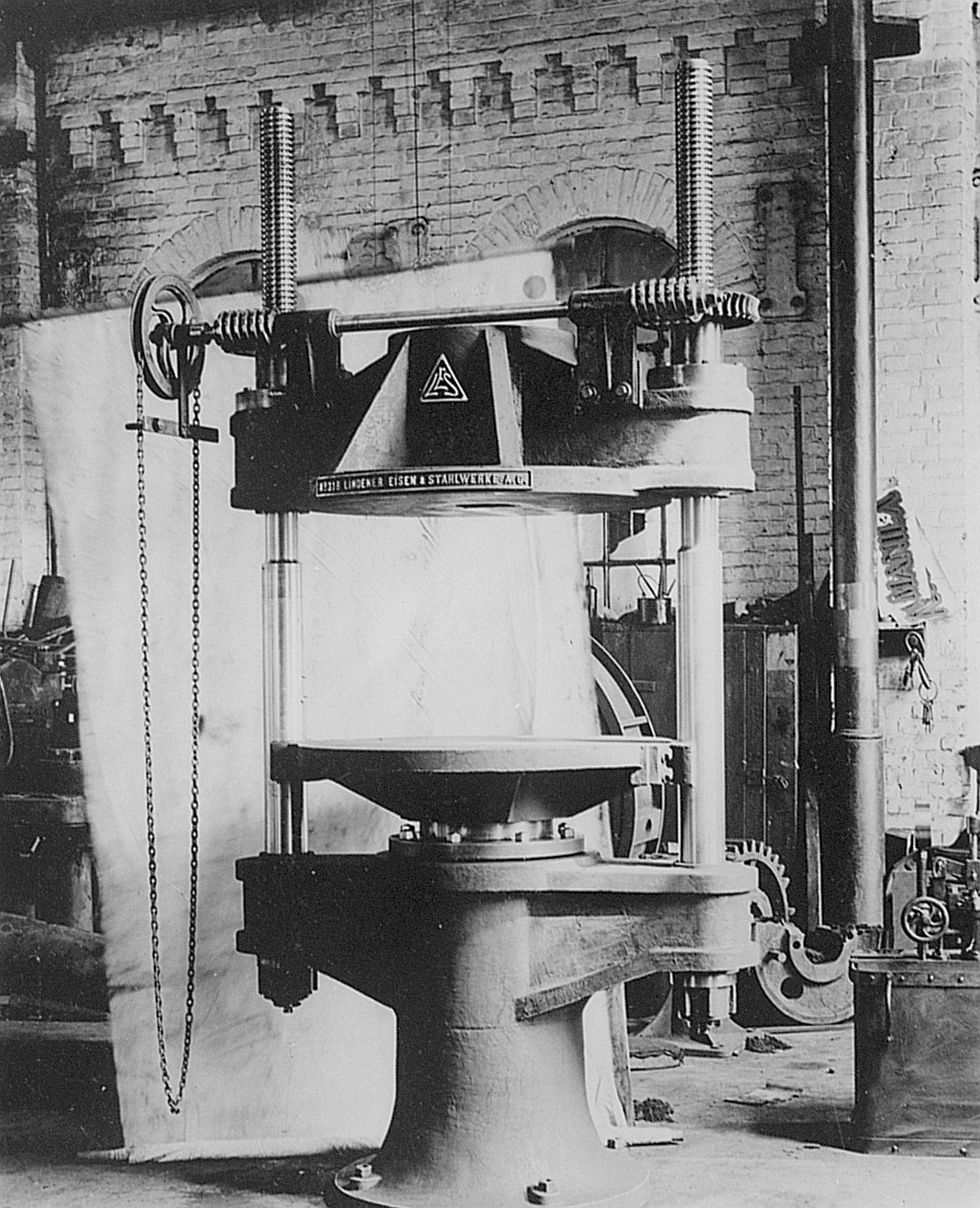
Hochdruck-Hydraulik-Presse in einer mit Backsteinen im Stil der Industriearchitektur errichteten Fabrikhalle der Aktiengesellschaft;
Foto: Franz Stoedtner, Anfang 20. Jahrhundert

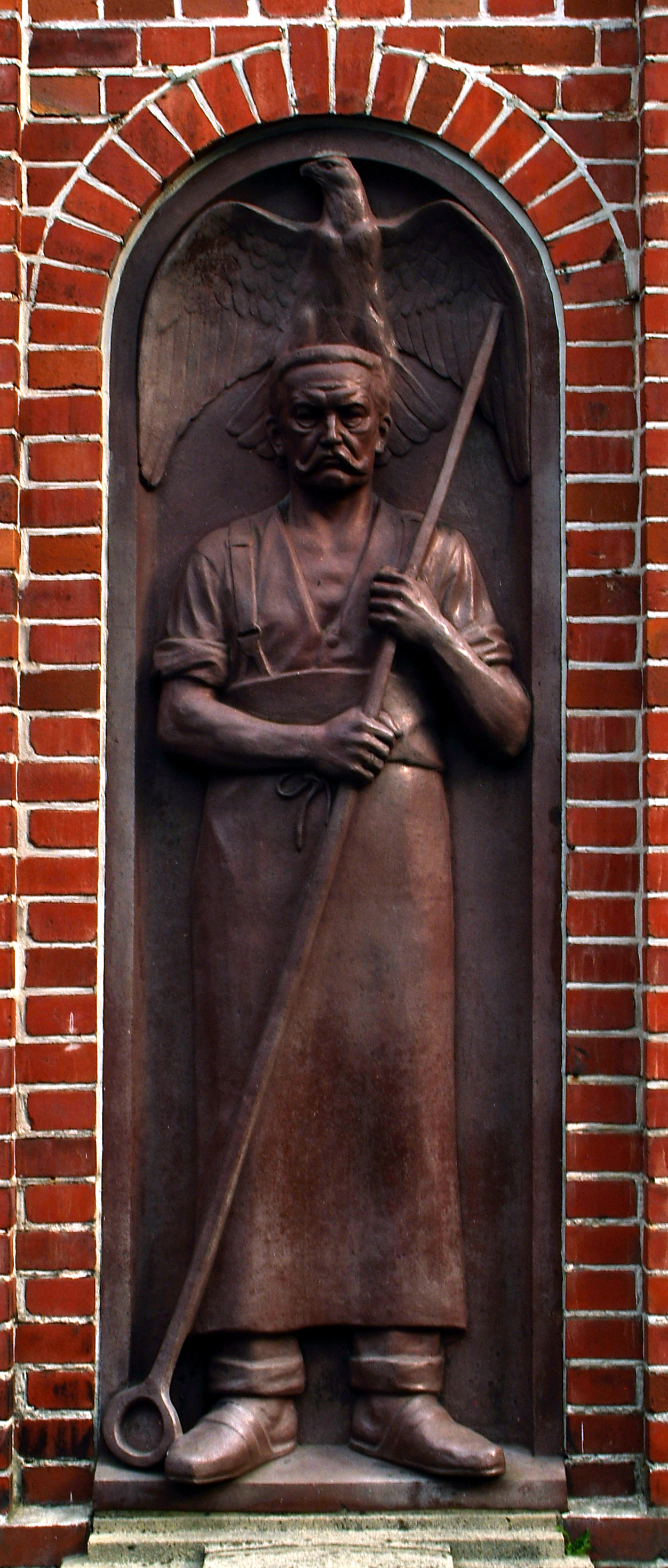
Hindenburg als Stahlarbeiter unter dem Reichsadler; unsigniertes Terrakotta-Relief um 1917

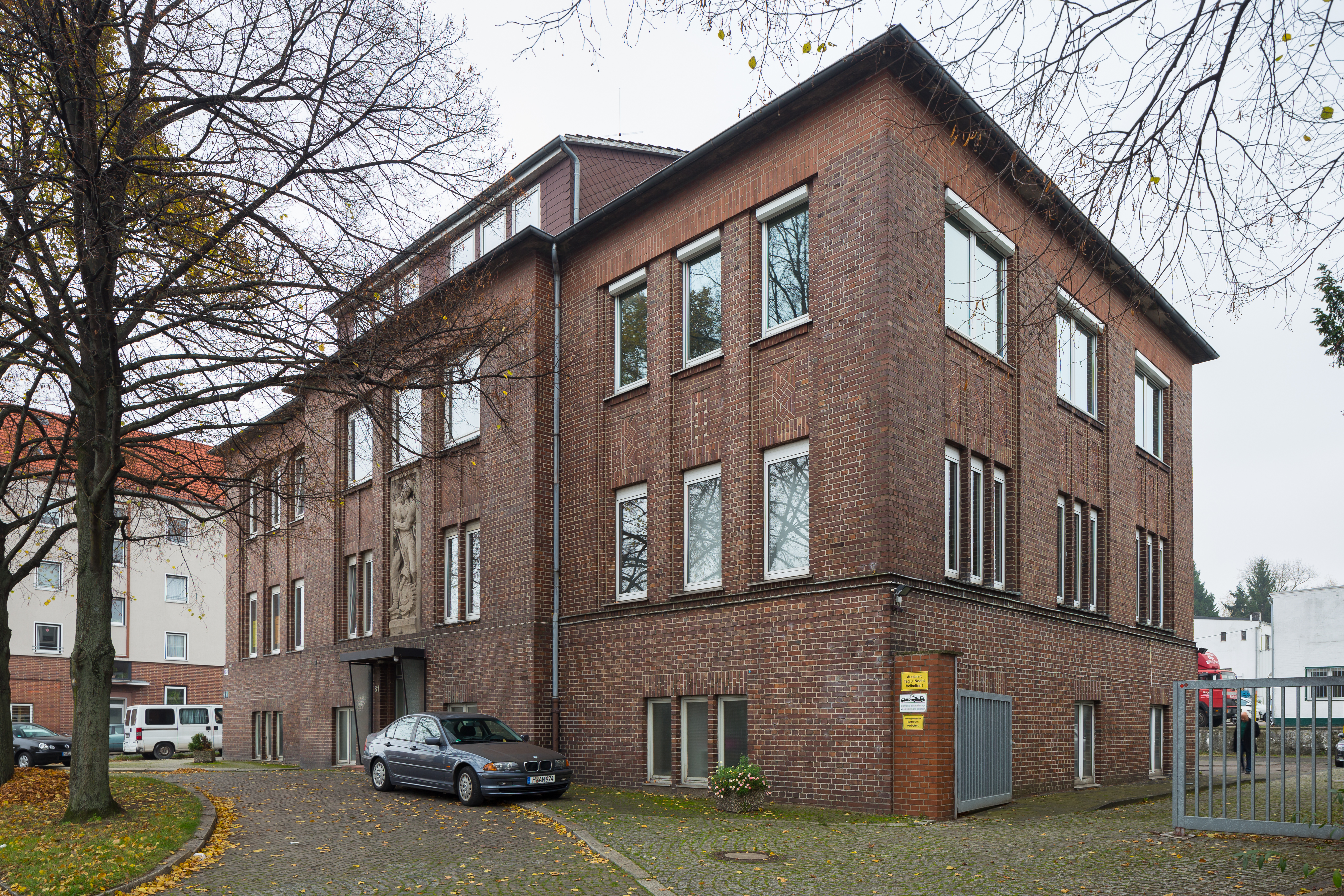
Ehemaliges Verwaltungsgebäude in der Davenstedter Straße 81; über dem Hauseingang Relief eines Stahlarbeiters in Form und Stil von Georg Herting

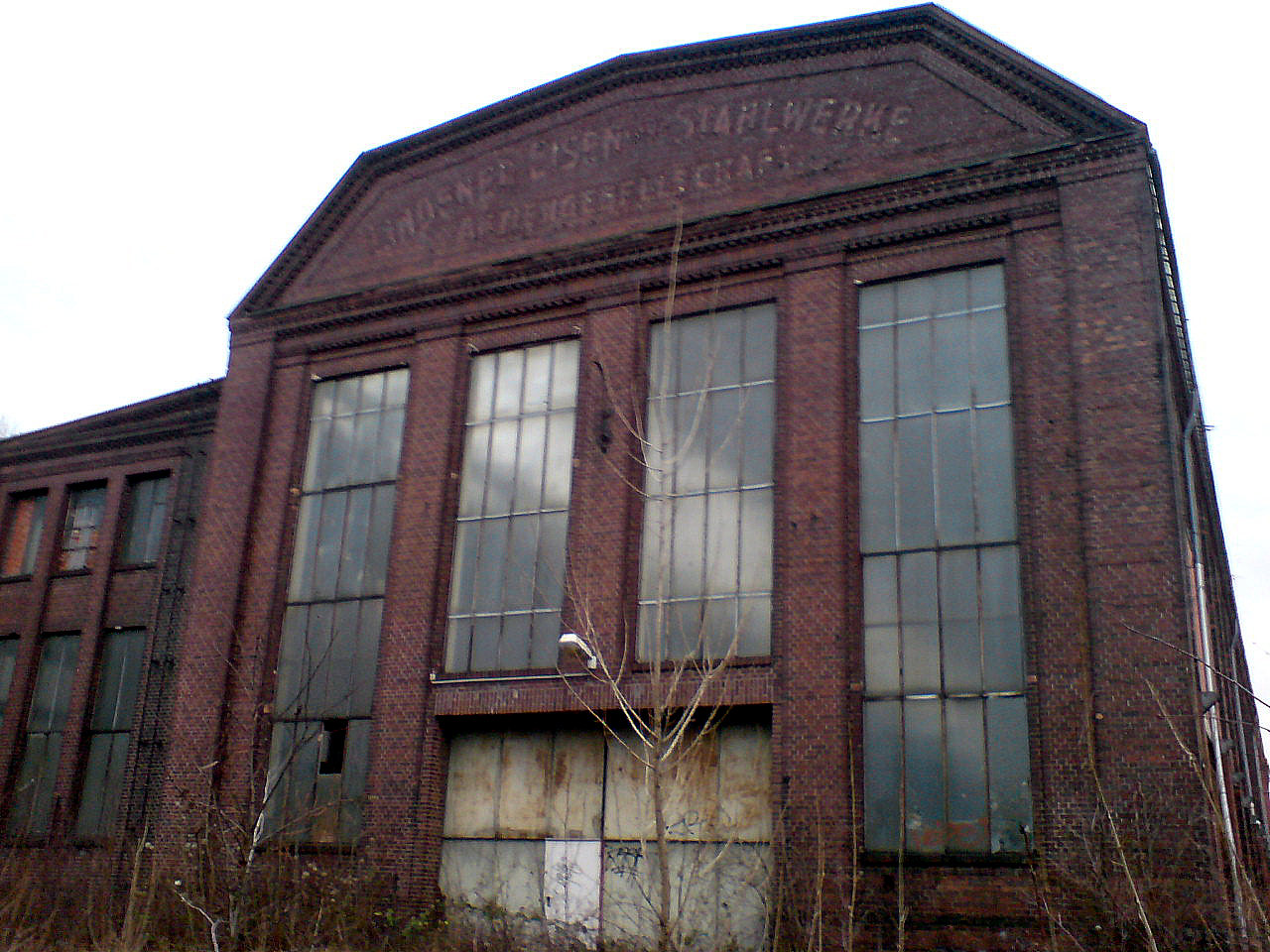
Halle zwischen Badenstedter und Davenstedter Straße (Abgerissen im Mai 2022)

1872 wurde in Linden die Eisengießerei von A. G. Dickert zur Herstellung von Gusswaren aller Art gegründet. Daraus entstand zwischen 1873 und 1879 die Lindener Eisen- und Stahlgießerei am „Bernhard-Caspar-Weg“. 1887 wurde das Unternehmen umfirmiert in Lindener Eisen- und Stahlwerke AG. Mitglied des Aufsichtsrates war unter anderem der jüdische Bankier Bernhard Caspar.
Die großen Fabrikhallen am Lindener Berg zogen sich von der Badenstedter Straße bis zur Davenstedter Straße und entlang der 1919 angelegten Bernhard-Caspar-Straße.
Unter anderem wurden Hartzerkleinerungsanlagen sowie Kreisel- und Backenbrecher für die Zement- und Steinindustrie gefertigt sowie  hydraulische Pressen. 1892 wurde der Stahlformguss in die Produktionspalette aufgenommen. 1920 Armaturen aus eigener Fabrikation. Die wichtigsten Produkte waren Gussstücke für den Maschinenbau und den Schiffbau, Zahnräder bis zu einem Durchmesser von 6 Metern sowie Chromstahl und „LES-Hartstahl“ für stark beanspruchte Verschleißteile.
Inzwischen markierten ab 1917 die beiden verbundenen Direktoren-Villen des Unternehmens in der Niemeyerstraße 16 und 17 den Beginn der Bebauung der dortigen südlichen Straßenseite. Heute steht die Gruppe unter Denkmalschutz.
Am 28. Februar 1932 kam infolge der Weltwirtschaftskrise „das Ende für die Lindener Stahlwerke“.
Im Zweiten Weltkrieg produzierte die Gesellschaft Rüstungsgüter und wurde 1947 in der Demontageliste entsprechend eingestuft und auch teilweise demontiert.
Erst nach der Übernahme 1952 durch den Konzern Phoenix-Rheinrohr wurde die Arbeit wieder aufgenommen. Nun wurden Fertigungsprogramme für den Bergbau entwickelt und der Stahlformguss für Zement- und Kalkwerke sowie Walz- und Hüttenwerke wieder aufgenommen. Zusätzlich wurde dem Maschinen-, Fahrzeug- und  Schiffbau zugeliefert. Obwohl die Produktion insgesamt erfolgreich war, wurde die Fertigung in Hannover 1968 eingestellt.

## Kanal- und Gullydeckel
In den Straßen der Stadt Hannover finden sich vielfach noch unterschiedlich beschriftete Kanaldeckel und Gullys aus der Produktion des Unternehmens. Sie wurden in den 1890er Jahren und noch bis in das 20. Jahrhundert hinein mit den entsprechenden Jahreszahlen gegossen. Viele der Deckel sind durch den Straßenverkehr bis zur Unleserlichkeit „plattgefahren“, auf einigen Deckeln sind noch Anhaltspunkte auf das Datum der Anlage des jeweiligen Straßenabschnittes vorhanden.

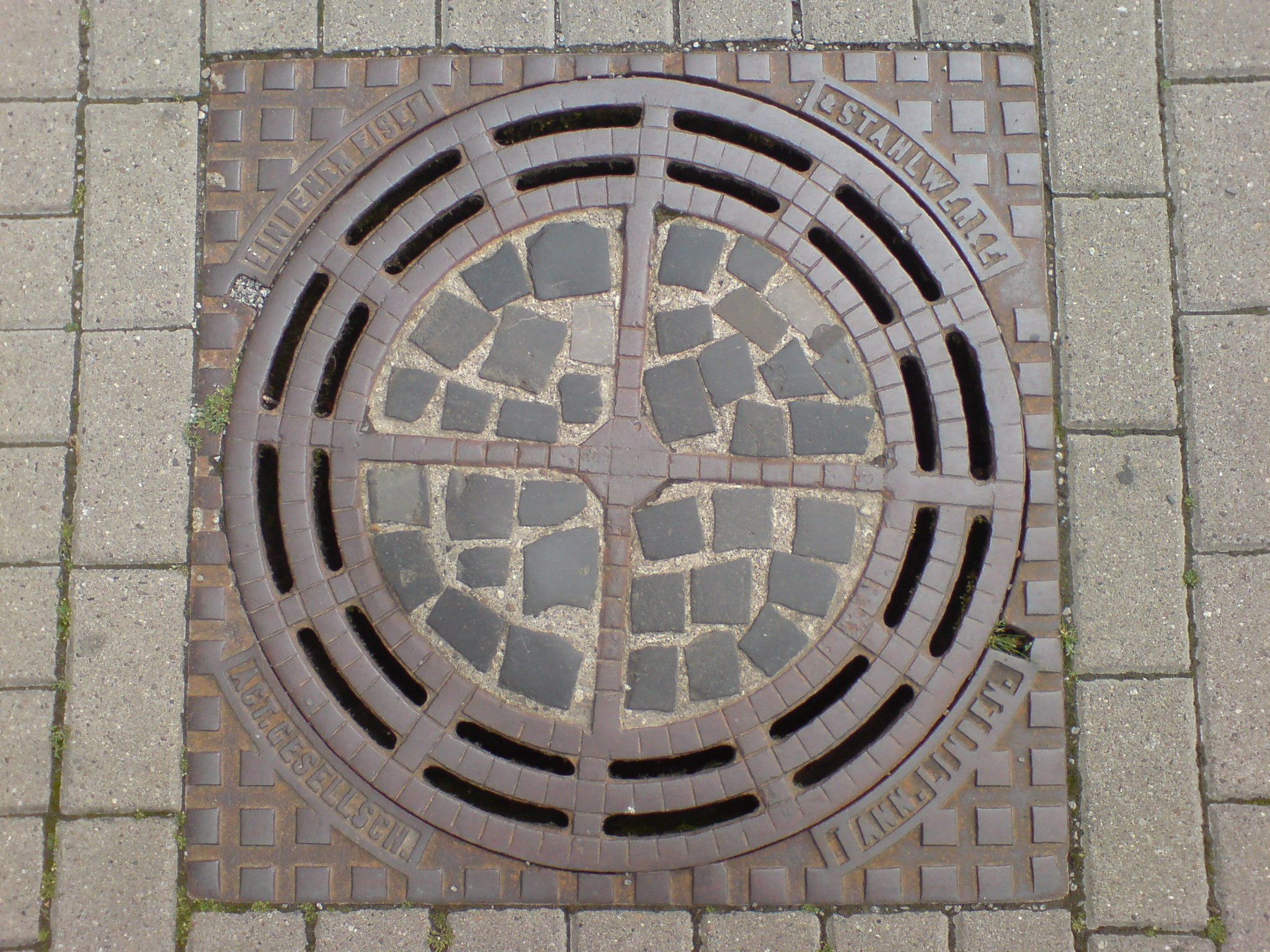
Undatierter Kanaldeckel der „Act.-Gesellsch.“ in der Waterloostraße vor dem Pförtnerhäuschen der Polizeidirektion Hannover
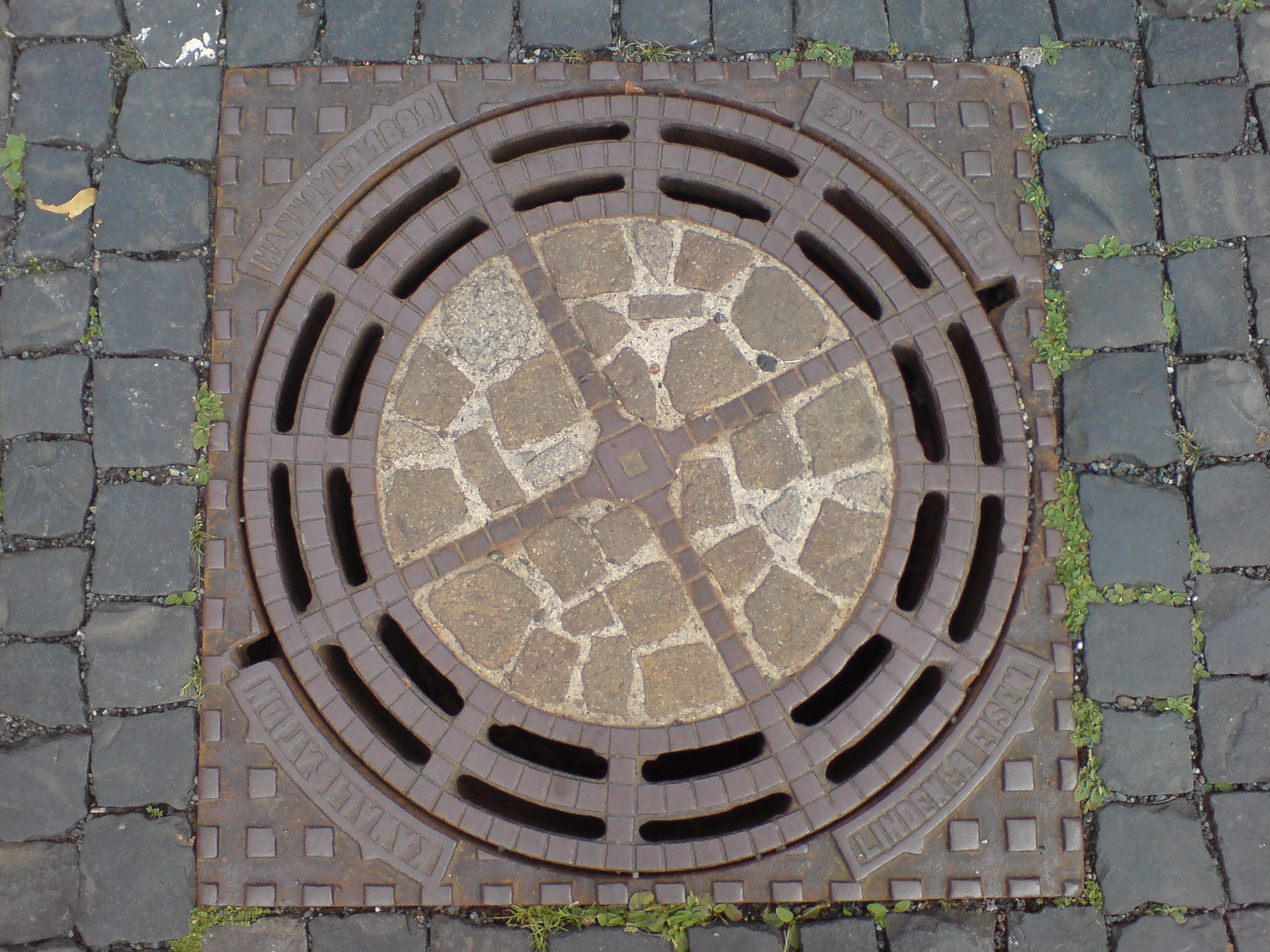
„Hannover 1899“ datierter Kanaldeckel im Maschpark, an der Südostecke des Neuen Rathauses, hier noch ohne den Zusatz als Aktiengesellschaft